# Löwinger-Bühne

Das Neuigkeits-Welt-Blatt zu Paul Löwingers (1844–1913) 50. Bühnen-Jubiläum (6. Januar 1912, S. 11).

Die Löwinger-Bühne war ein österreichisches Theaterunternehmen.
Die Geschichte der Löwinger-Bühne als selbständiges Theaterunternehmen beginnt 1892 mit der Übernahme des schon zuvor von Paul Löwinger (1844–1913) rund zehn Jahre lang künstlerisch geleiteten Wandertheaters der Theaterdirektorin Josefine Maggauer (1821–1891). Bis 1925 gastierte die „Theatergesellschaft Löwinger“ vorwiegend in Ober- und Niederösterreich. Nach dem Tod von Josef (1872–1921) und Ferdinand (1867–1923) Löwinger spezialisierte sich das von Josefs Witwe Cilli Löwinger (1877–1949) fortgeführte Wandertheater ab 1926/27 auf weniger anspruchsvolles Bauerntheater. Im 20. Jahrhundert war die Löwinger-Bühne in Österreich sehr populär, weil viele ihrer Stücke ab den 1950er Jahren vom ORF übertragen wurden. In den Stücken und Filmen (ab ca. 1935) treten meist mehrere Familienangehörige auf, bekanntester Exponent ist der Schauspieler Paul Löwinger.

## Geschichte

Garser Fremdenliste (Juli 1904) mit Löwinger-Familienverhältnissen.

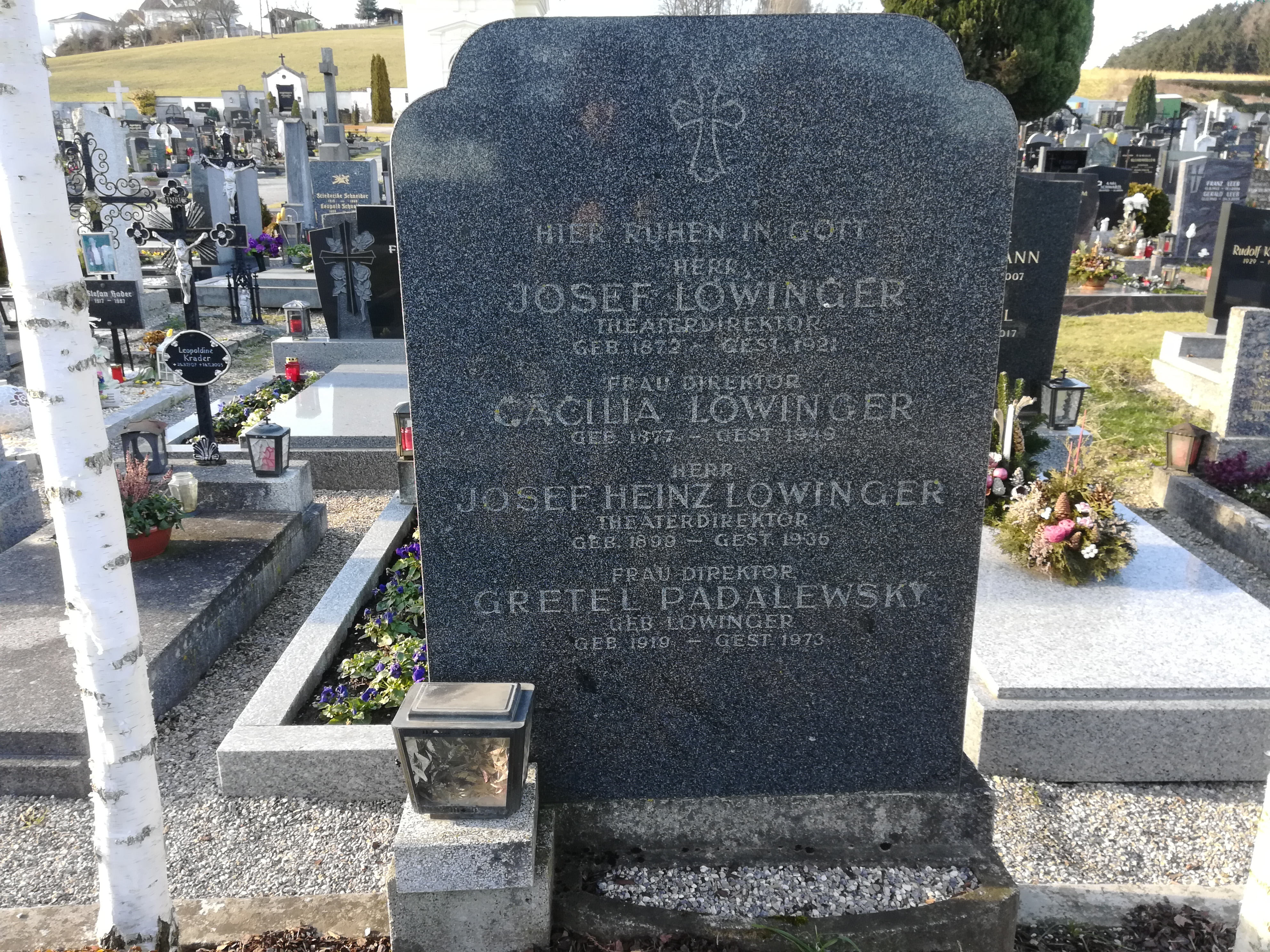
Der Grabstein der Familie Löwinger in Ybbs an der Donau nennt das amtlich verbürgte Sterbejahr von Josef Löwinger, 1921, sowie das amtlich verbürgte Geburtsjahr von Josef (alias Heinz) Löwinger, 1899.

### „Theatergesellschaft Löwinger“ (1892–1925)
Anfang 1892 übernahm das Ehepaar Anna (1845–1912) und Paul Löwinger (1844–1913) das Wandertheater der Theaterdirektorin Josefine Maggauer (1821–1891), das vorwiegend in Ober- und Niederösterreich auftrat. In den Jahren 1897, 1908 und 1909 sowie 1911, 1912 und 1913 gastierte die „Theatergesellschaft Löwinger“ als Sommer-Theater in der Kamptal-Sommerfrische Gars, wo der Theaterprinzipal Paul Löwinger gestorben und begraben ist. Seither leiteten Anna und Paul Löwingers Söhne, Ferdinand Löwinger (1867–1923) und Josef Löwinger (1872–1921), die Theatertruppe. Nach dem Tod der beiden Theaterdirektoren führte Josefs Witwe Cäcillie (Cilli Löwinger) (1877–1949) gemeinsam mit ihren Kindern Josef Heinz (1899–1935), Paul (1904–1988) und Margaret, genannt Gretl/Gretel (1919–1973), das Wandertheater fort, spezialisierte sich aber ab 1926/27 auf weniger anspruchsvolles Bauerntheater.

### „Bauerntheater Löwinger“ und Truppenbetreuung (1925–1945)
Aus der dem Volksstück, der Posse und dem Lustspiel verpflichteten „Theatergesellschaft Löwinger“ wurde Mitte der 1920er Jahre das „Bauerntheater Löwinger“, das ab den 1930er Jahren als „Löwinger-Bühne“ österreichweit bekannt und populär wurde. 1935 trat die Familie im Film „Die beiden Stoffl“ auf, dessen Außenaufnahmen in der Kamptal-Gemeinde Rosenburg gedreht wurden. „Während der Funkausstellung 1938 (der Anschluss Österreichs lag gerade gut ein viertel Jahr zurück) [fand] ein Gastspiel des Österreichischen Bauerntheaters Löwinger“ statt, bei dem am 1. August 1938 „Der Jogl vom Wegscheidhof“, am 2. August 1938 „Gruß aus den Bergen“ und am 3. August 1938 „Die Simandlbruderschaft“, „Du sollst nicht stehlen“, „Seppl auf Brautschau“ sowie „Der hungrige Melchior“ live im reichsdeutschen Fernsehsender Paul Nipkow ausgestrahlt wurden, was insofern beachtlich ist, als Paul und Gretl Löwinger väterlicherseits einen jüdischen Großvater [Paul] sowie jüdische Urgroßeltern [Jakob und Sofie] hatten. Dessen ungeachtet wurde das „Bauerntheater Löwinger“ während des Zweiten Weltkriegs als Front-Theater bei der Truppenbetreuung verpflichtet.

### Allerlei
Schon 1922 schloss sich Sepp Grabmaier der Schauspieltruppe an. Er war als Schauspieler, Tischler und Fahrer für das Unternehmen tätig und erhielt von Cilli den Künstlernamen Pepi Löwinger, später Sepp Löwinger, zugewiesen, weshalb er häufig für Pauls Vater, älteren Bruder bzw. entfernten Verwandten gehalten wurde. Paul Löwinger (1904–1988) heiratete 1938 Liesl Meinhardt (1918–1980). Deren Tochter Guggi (1939–2018) wurde Operettensängerin, die anderen Kinder, Sissy (1941–2011) und Paul jun. (1949–2009) spielten und inszenierten auf der Bühne. Unter Pauls Leitung wurde die Bühne in Wien endgültig sesshaft. Um 1950 liefen in Österreich die beiden Filme Der keusche Adam sowie Valentins Sündenfall (1951) mit Auftritten mehrerer Familienmitglieder sehr erfolgreich. Die Domäne der Löwingers blieb aber die Bühne, die Aufzeichnungen ihrer Bühnenaufführungen erzielten im österreichischen und im deutschen Fernsehen große Reichweiten.
Der ORF verlangte in den 1970er Jahren vorwiegend nach Komödien unter Mitwirkung von Paul Löwinger. Liesl Löwinger zog sich ab 1969 aus dem Theatergeschehen zurück und war bis zu ihrem Tode (1980) nur für ihre Familie da. Gretl starb 1973. Ab 1973 dominierten Paul, Sissy, Paul jun. und Sepp in der Löwinger-Bühne.
Noch 1996 wurden einige Aufzeichnungen im ORF wieder ausgestrahlt. Trotz hoher Einschaltquoten wurde die Löwinger-Bühne ab 1996 von den ORF-Verantwortlichen kaum mehr ins Programm genommen. Lediglich Paul Löwinger ist vergleichsweise häufig in den dritten deutschen Programmen und im ORF in Nebenrollen in älteren Kinofilmen zu sehen.
Im Frühjahr 2008 wurden in ORF2 (Samstag Nachmittag) einige Bühnenaufzeichnungen ausgestrahlt (Sissy Löwinger: Ich bin sehr glücklich darüber, dass die Löwingerbühne nun wieder im Fernsehen zu sehen ist, und ich bin mir sicher, dass sich sehr viele Menschen mit mir freuen. – ORF-Kundendienst). Seit Herbst 2023 laufen auf ORF III Wiederholungen vieler Aufzeichnungen des ORF.
2016 initiierte die Tochter von Sissy Löwinger, Martina Nöst-Löwinger, einen Neustart. Dieser ging im St. Pöltner Kulturhaus Wagram über die Bühne. Mit auf der Bühne stand auch Karina Nöst-Löwinger, die Enkelin von Sissy Löwinger.

## Spielstätten
Ursprünglich war die Löwinger-Truppe eine „Reisende Gesellschaft“, die als Wandertheater über keine feste Spielstätte verfügte. Erst als „Bauerntheater“ hatte das Löwinger-Ensemble ab Ende der 1920er Jahre eine eigene Bühne:
- 1929–1945: Favoritener Colosseum, Wien-Favoriten, Landgutgasse 2–4[8] (abgebrochen)
- 1946–1949: Varieté Colosseum, Wien-Rudolfsheim-Fünfhaus, Schanzstraße 44 (abgebrochen)
  - Oktober 1948 – Mai 1949 (Gastspiel): Wiener Künstlertheater, Wien-Leopoldstadt, Praterstraße 25.[9]
- 1949–1975: Renaissancetheater, Wien-Neubau, Neubaugasse 36 (heute: ON 38)

Seither ist die Löwinger-Bühne wieder zu ihrer ursprünglichen Tradition als Tournée-Theater zurückgekehrt.